# Tamil Eelam Liberation Organisation
Die Tamil Eelam Liberation Organisation (TELO, Tamil தமிழீழ விடுதலை இயக்கம், singhalesisch දෙමළ ඊලාම් විමුක්ති සංවිධානය, „Befreiungsorganisation von Tamil Eelam“) ist eine kleine politische Partei der tamilischen Minderheit in Sri Lanka.

## Geschichte
Die TELO entstand im Jahr 1968 zunächst als unstrukturierte außerparlamentarische militante Gruppe von sri-lanka-tamilischen Studenten. Als Gründer oder Initiatoren gelten Nadarajah Thangavelu (nom de guerre: Thangadurai) und Selvarajah Yogachandran (Kuttimani). Offiziell unter dem jetzigen Namen gründete sich die Organisation im September 1977, in einer Dekade, die durch starke politische Umbrüche in Sri Lanka und die Radikalisierung der tamilischen politischen Forderungen geprägt war. TELO arbeitete zunächst eng mit den „Tamil Tigers“ (LTTE) zusammen und verübte Raubüberfälle und Anschläge auf staatliche Einrichtungen. Eine ihrer spektakulärsten Aktionen war zusammen mit der LTTE am 25. März 1981 der Überfall auf einen Geldtransporter, der die gesamten Tageseinnahmen der People’s Bank in Jaffna transportierte, bei Neerveli auf der Jaffna-Halbinsel. Dabei wurden mehrere Begleiter des Geldtransports getötet und 7,8 Millionen sri-lankische Rupien erbeutet. Es war der bislang größte Raubüberfall in der Geschichte Sri Lankas. Die beiden Führer der Bewegung, Thangathurai und Kuttimani, wurden am 5. April 1981 bei Mannalkadal, nahe Point Pedro beim Versuch, per Boot nach Indien zu entkommen durch die sri-lankische Armee gefangen genommen. Sie starben später beide bei einer Gefängnisrevolte während des sogenannten „Schwarzen Julis“ 1983 im Gefängnis von Wellikade. Die genauen Umstände ihres Todes blieben umstritten und von tamilischer Seite wurde Vorwürfe einer gezielten Tötung durch die sri-lankischen Sicherheitskräfte erhoben. Nach ihrer Festnahme übernahm S. Sabaratnam die Führung der TELO und die TELO bildete mit anderen militanten Tamilenorganisationen, darunter seit 1984 auch der LTTE, ein gemeinsames Militärbündnis, die Eelam National Liberation Front (ENLF). Die Kader und Kämpfer der TELO wurden in dieser Zeit in Geheimoperationen durch den indischen Geheimdienst in Trainingslagern in Indien ausgebildet. Die pro-indische Haltung der TELO war ein andauernder Streitpunkt zwischen der TELO und der anti-indisch eingestellten LTTE. Die LTTE beanspruchte den absoluten Führungsanspruch in tamilischen Angelegenheiten und setzte diesen auch skrupellos gegen andere rivalisierende tamilische Organisationen durch. Nachdem sie im Februar 1986 aus der ENLF ausgeschieden war ermordete die LTTE in einer Militäraktion im April/Mai 1986 einen großen Teil der etwa 150 bis 300 Personen zählenden TELO-Kader, darunter am 6. Mai 1986 (das Datum variiert in verschiedenen Quellen) in Kondavil nahe Jaffna auch TELO-Anführer Sabaratnam.
Nach der Vernichtung ihrer militärischen Organisation rekonstituierte sich die TELO unter der Führung von Selvam Adaikalanathan 1987 im Rahmen des Indo-sri-lankischen Friedensabkommens als politische Partei neu. Bei der Parlamentswahl in Sri Lanka 1989 trat sie in einem Wahlbündnis mit anderen Tamilenparteien unter den Parteisymbolen der Tamil United Liberation Front (TULF) an und bei der Parlamentswahl 1994 bildete sie ein Bündnis (Democratic People's Liberation Front, DPLP) mit der People’s Liberation Organisation of Tamil Eelam (PLOTE) und der Eelam Revolutionary Organisation of Students (EROS).
Im Jahr 2001 schloss sie sich zusammen mit der Tamil United Liberation Front (TULF) und der Eelam People’s Revolutionary Liberation Front (EPRLF) zu einem Wahlbündnis, der Tamil National Alliance (TNA), zusammen. Die TNA kandidierte seither bei allen Parlamentswahlen und besteht bis heute (Stand 2020). Nach der Parlamentswahl 2015 besetzte die TELO 2 Sitze innerhalb der 16 Sitze starken TNA-Parlamentsfraktion.